# 紫部さかな
紫部 さかな（ゆかりべ さかな、5月25日 - ）は、日本の漫画家。宮城県出身、血液型A型。
1994年、第18回なかよし新人まんが賞佳作「50%&50%」で、『なかぞう』1994年12月号増刊にてデビュー。可愛らしくも個性的なキャラクターと世界観で、日常からかけ離れた日常を描く、4コマ・ショートストーリー作家。代表作品は「南第一学園」。
1999年1月、引退を発表。同年3月、「幻想曲芸団」の最終回を最後に引退。単行本は全作品が未刊行。

## 作品リスト

### なかよし
- 南第一学園 - 1995年2月号〜1998年5月号
- 幻想曲芸団 - 1998年6月号〜1999年3月号
- チョコレート曜日 - 1996年2月号別冊付録
- 世界征服友の会 - 1997年8月号増刊 なつやすみランド
- 南第一学園 番外編 魔法使いのオーラちゃん - 1998年4月号増刊 はるやすみランド
- 幻想曲芸団 ちびキャラスペシャル - 1998年8月号増刊 なつやすみランド
- ミステイク - 1999年1月号増刊 ふゆやすみランド

### Amie
- うしろの正面だあれ? - 1998年1月号〜1998年7月号
- Aガールジャム - 1997年5月号〜1998年7月号
- リトルクリスマス - 1997年12月号

### るんるん
- ちゃいなちゃいな - 1995年9月号〜1997年11月号
- るんるんギャグカーニバル トラトラで行こう!! - 1998年1月号
- るんるんギャグカーニバル ことわざでGO!! - 同上

### なかぞう
- 50% & 50% - 1994年12月号増刊〜1996年4月号増刊
- 学校の快談 - 1996年8月号増刊